# Luitpold Grießer
Luitpold Grießer (* 1. November 1887 in Palowitz bei Jamnitz; † 11. Oktober 1963) war ein österreichischer Gymnasiallehrer und Altphilologe.

## Leben
Luitpold Grießer verbrachte seine Jugendzeit in Alt Hart, wo sein Vater Verwalter des Johannishofs war. Nach dem Besuch der Volksschule in Alt Hart und des Gymnasiums in Znaim (Abitur 1906) absolvierte er von 1907 bis 1911 das Studium der Klassischen Philologie an der Universität Wien. 1911 wurde er zum Dr. phil. promoviert. 1912 legte er die Lehramtsprüfung für die Fächer Klassische Philologie und Deutsch ab und trat in den Schuldienst ein. Nach der Teilnahme am Ersten Weltkrieg im Bosnisch-hercegovinischen Infanterie-Regiment Nr. 1 war er von 1919 bis 1939 Gymnasialprofessor am Elisabeth-Gymnasium in Wien. 1939 bis 1946 war er außer Dienst gestellt. 1947 kehrte er in den Schuldienst zurück und wurde 1950 Direktor des Gymnasiums im XX. Wiener Gemeindebezirk. 1952 wurde er zum Leiter des Griechischkurses an der Wiener Katholischen Akademie berufen, mit deren Präsident, Hermann Peichl, dem Abt des Schottenstifts, er eng befreundet war.
Grießer legte Übersetzungen aus der griechischen und römischen Literatur vor und verfasste verschiedene Arbeiten über Richard Wagner und Friedrich Nietzsche.

## Schriften
- Nietzsches Zarathustra und die griechische Philosophie. In: Monatsblätter des Wissenschaftlichen Club in Wien 34, 1913, S. 28–37, 73–85.
- Friedrich Nietzsches Geburt der Tragödie aus dem Geist der Musik. In: Monatsblätter des Wissenschaftlichen Club in Wien 35, 1914, S. 25–37, 49–64.
- R. Wagners Tristan und Isolde. Ein Interpretationsversuch. Harbauer, Wien/Leipzig 1917.
- Nietzsche und Wagner. Neue Beiträge zur Geschichte und Psychologie ihrer Freundschaft. Wien 1923.
- L. Annaeus Seneca: Kanzel und Dichter. Aus dem Nachlaß
  - 1. Ist die "Octavia" eine Dichtung Senecas? (Wien um 1964)
  - 2. Parallelstellen in seinen Werken (Wien um 1964)